# Občanský zákoník (Československo, 1964)
Občanský zákoník je občanský zákoník, který v letech 1964–2013 upravoval české hmotné soukromé právo a který v pozměněné podobě stále platí na Slovensku. Jeho doplňkem v oblasti soukromého práva procesního byl občanský soudní řád.
Byl přijat Národním shromázděním v roce 1964 a počátkem 90. let prošel rozsáhlou novelizací, přičemž nejzásadnější byla novelizace zákonem č. 509/1991 Sb. Přestože byly od doby jeho vzniku postupně přijímány další zákoníky, upravující podrobněji další dílčí odvětví soukromého práva, zejména obchodní zákoník, zákoník práce a zákon o rodině, občanský zákoník zůstával podle svého ustanovení § 853 i pro tato odvětví subsidiárním předpisem, jehož právní normy se uplatňovaly v případě, že zvláštní úprava o dané věci mlčela. Některá obecná ustanovení občanského zákoníku (například pravidla pro počítání času nebo definice nemovité věci) nacházela místo i v právu veřejném.
Od 1. ledna 2014 byl nahrazen novým občanským zákoníkem.

## Systematika
Občanský zákoník se dříve členil na devět částí, tři ale byly během jeho účinnosti zrušeny. Úvodní a základní částí byla část první, obecná ustanovení, která obsahovala právní úpravu společnou nejen pro další části zákoníku, ale na základě subsidiárního vztahu občanského zákoníku k dalším zákonům i pro občanské právo jako takové. Další specializované části se věnovaly právům k věcem, specifickým odpovědnostním vztahům, nabytí vlastnictví prostřednictvím dědění a závazkům. Ve svém posledním znění měl tuto strukturu:
1. Obecná ustanovení (§ 1–122)
2. Věcná práva (dříve Socialistické společenské vlastnictví a osobní vlastnictví, § 123–180)
3. zrušeno (dříve Osobní užívání bytu, jiných místností a pozemků, § 181–221)
4. zrušeno (dříve Služby, § 222–383)
5. zrušeno (dříve Práva a povinnosti z jiných právních úkonů, § 384–414)
6. Odpovědnost za škodu a za bezdůvodné obohacení (dříve Odpovědnost za škodu a za neoprávněný majetkový prospěch, § 415–459)
7. Dědění (dříve Dědění majetku v osobním vlastnictví, § 460–487)
8. Závazkové právo (dříve neplatila vůbec, § 488–852k)
9. Závěrečná, přechodná a zrušovací ustanovení (dříve Závěrečná ustanovení, § 853–880)

### Část první: Obecná ustanovení
V hlavě první byla stanovena působnost zákona (okruhy vztahů či situací, na které tento zákon dopadal), a to tak, že upravoval majetkové vztahy právnických a fyzických osob navzájem, vztahy mezi těmito osobami a státem a vztahy vyplývající z práva na ochranu osobnosti, pokud je speciální zákon neupravovala jinak (například autorská práva jsou upravena autorským zákonem). Poté následovaly základní zásady, na kterých byl zákon vystavěn, zejména základní zásada celého soukromého práva – zásada rovného postavení subjektů soukromoprávních vztahů. Zákoník také reguloval možnost zásahu veřejnoprávních orgánů (prioritně soudů, v naléhavém případě a pouze pro zachování pokojného stavu orgánů státní správy) do občanskoprávních vztahů i možnost hájit svá práva svépomocí.
V hlavě druhé a třetí první části byly upraveny instituty právnické a fyzické osoby, včetně práv na ochranu osobnosti a možnosti zastoupení při právních úkonech.
Velmi důležitou otázkou upravenou v hlavě čtvrté byla obecná ustanovení pro právní úkony obecně a zvláště pak pro smlouvy. Speciální ustanovení ke smlouvám se nacházela v části osmé, závazkovém právu, v části první byly zejména upraveny základní požadavky na návrh, přijetí, formu smlouvy či možnost odstoupení od ní. Dále zde v hlavě páté byla komplexní úprava všech spotřebitelských smluv.
Poslední dvě hlavy upravovaly promlčení, počítání času a vymezovaly některé obecně důležité pojmy, jako je domácnost, věc (včetně rozdělení na věci movité a nemovité), příslušenství věci nebo osoba blízká.

### Část druhá: Věcná práva
V hlavě první bylo řešeno nejdůležitější věcné právo – právo vlastnické. V jeho rámci se pak rozvádělo jeho nabývání, převádění na jiného, držba i vydržení. Občanským zákoníkem byl obsah tohoto práva ve stylu římského práva jasně definován jako právo věc držet, užívat, nakládat s ní a požívat z ní plody a užitky. Zákoník také opakoval zásadu obsaženou již v Listině základních práv a svobod, tedy to, že všichni vlastníci mají stejná práva a povinnosti a je jim poskytována stejná právní ochrana. Na druhou stranu rozváděl i tu zásadu, že vlastnictví zavazuje, protože obsahuje povinnost za stanovených podmínek strpět zásah do vlastnického práva a obsahuje i úpravu sousedských práv, kdy vlastník nesměl svou věcí nad míru přiměřenou poměrům obtěžovat či ohrožovat druhé. Také byly regulovány podmínky vyvlastnění a bylo stanoveno, že vlastnictví bytů upravuje zvláštní zákon (zákon o vlastnictví bytů).
Podílové spoluvlastnictví bylo obsaženo v hlavě druhé, společné jmění manželů v hlavě třetí. Spoluvlastnictví, pokud nebylo dohodnuto jinak, bylo vždy ideální, což znamená, že každý spoluvlastník má na společné věci ideální podíl. Upravena byla i správa společné věci a zrušení spoluvlastnictví, včetně předkupního práva ostatních spoluvlastníků. Zatímco podílové spoluvlastnictví může vzniknout mezi všemi způsobilými subjekty, společné jmění manželů (SJM, dříve nazývané bezpodílové vlastnictví manželů) jen mezi manžely, tedy nemůže vzniknout ani mezi registrovanými partnery, a vzniká vždy okamžikem uzavření manželství. Zaniká také spolu s manželstvím.
V hlavě třetí jsou upravena práva k cizím věcem, a to jen věcná břemena, když zástavní právo i zadržovací právo jsou zvláště normovány v hlavě čtvrté. Kromě zástavního práva znal občanský zákoník i právo podzástavní, kdy je zastavena pohledávka zajištěná původním zástavním právem a zástavou je věc.

### Část šestá: Odpovědnost za škodu a za bezdůvodné obohacení
Odpovědnost za škodu je základním odpovědnostním institutem, který občanský zákoník znal a který je uplatnitelný všeobecně. V hlavně první této části byla zakotvena obecná povinnost předcházení škodám, případy, kdy škoda nastane a je za ni nějaká osoba odpovědná, řešila hlava druhá. Šlo jak o případy odpovědnosti obecné, když kdokoli poruší svou právní povinnost, tak případy odpovědnosti zvláštní, stanovené například za ztrátu svěřené věci, za škodu způsobenou provozem dopravních prostředků nebo na vnesených věcech do ubytovacích provozů.
V hlavě třetí bylo upraveno bezdůvodné obohacení, tedy případ, kdy někdo získá na úkor druhého prospěch, aniž by k tomu byl právní důvod, takový důvod později odpadl, šlo o neplatný právní úkon nebo o nepoctivé zdroje.

### Část sedmá: Dědění
Nabytí dědictví bylo hlavou první stanoveno vždy k okamžiku, kdy zemřel zůstavitel. Dědictví nabývali dědicové podle závěti (hlava druhá), nebo není-li závěti, postupně podle zákonných skupin (hlava třetí). Pokud takto nikdo dědictví nenabyl, připadlo jako odúmrť státu. V první hlavě byly také řešeny i otázky dědické nezpůsobilosti, možnost dědictví odmítnout, nebo nezdárného potomka vydědit. V hlavách třetí, čtvrté a páté byly ještě řešeny otázky správce dědictví, vypořádání dědiců a ochrany dědice, který správně vypořádán nebyl. Konkrétní procesní úprava řešení dědictví byla však obsažena v ustanoveních občanského soudního řádu, týkajících se nesporných řízení.

### Část osmá: Závazkové právo
Obecná ustanovení týkající se závazků, obligací (obligatio), byla obsažena v hlavně první. Šlo o právní vztah mezi dvěma subjekty, obecně nazývanými věřitel a dlužník, které měly vůči sobě vzájemná práva a povinnosti, jež se týkala určitého objektu vztahu, např. věci. Obecně se dá říci, že věřitel měl právo na dané plnění od dlužníka, čemuž zrcadlově odpovídá povinnost dlužníka toto plnění věřiteli poskytnout. Dlužníkova povinnost pak konkrétně mohla spočívat v tom, že měl něco dát (dare), vykonat (facere), zdržet se určitého jednání (omittere) či určité jednání strpět (pati). Občanský zákoník pak obecně řešil otázky vzniku závazku (nejčastěji smlouvou, ale i ze způsobené škody nebo z bezdůvodného obohacení), jeho obsahem, tedy konkrétními právy a povinnostmi, včetně odpovědností za vady, stejně jako možností jeho změny, zajištění (např. smluvní pokutou, ručením či zástavní smlouvou) i zániku (především splněním závazku, ale i dohodou, výpovědí atd.).
Tato obecná ustanovení byla pak specifikována u jednotlivých smluvních druhů, které byly rozebrány v hlavě druhé až dvacáté první, například kupní smlouva, darovací smlouva, smlouva o půjčce, smlouva o výpůjčce, nájemní smlouva apod. Šlo celkem o 19 smluvních typů, bylo ale možné uzavřít i smlouvu, která žádnému takovému typu neodpovídala, pak půjde o smlouvu innominátní (nepojmenovanou), kdy se práva a povinnosti na základě ní vzniklá řídila tím smluvním typem, který ji byl obsahově nejbližší.